# Акаевка
 Акаевка  — деревня в Лямбирском районе Мордовии в составе  Болотниковского сельского поселения.

## География
Находится на расстоянии примерно 14 км на северо-запад от города Саранск.

## История
Известно с 1869 года как владельческая деревня из 27 дворов

## Население
Постоянное население составляло 12 человека (русские 100%) в 2002 году, 6 в 2010 году .